# Matt Crooks
Matt Davidson Rider Crooks  (* 20. Januar 1994 in Leeds) ist ein englischer Fußballspieler.

## Karriere
Matt Crooks begann seine Karriere in der Jugend bei Manchester United. Danach spielte er bis zum Jahr 2011 in den Juniorenmannschaften von Huddersfield Town. Ab der Saison 2011/12 stand er im Profikader von Huddersfield. Im Jahr 2012 wurde Crooks an den FC Halifax Town in die National League verliehen. In der Saison 2014/15 spielte er Leihweise für einen Monat bei Hartlepool United. Im November 2014 folgte eine Leihe zu Accrington Stanley. Der Drittligist verpflichtete den Mittelfeldspieler im Februar 2015 fest. Im Januar 2016 unterschrieb er gemeinsam mit seinem Teamkollegen bei Accrington Josh Windass einen Vertrag bei den Glasgow Rangers, der ab der Saison 2016/17 lief. Nach nur sporadischen Einsätze in Glasgow und einer Leihperiode ab Januar 2017 beim englischen Drittligisten Scunthorpe United, kehrte Crooks dauerhaft nach England zurück und setzte die Karriere bei Northampton Town und Rotherham United fort. 
Im Juli 2021 unterschrieb er beim Zweitligisten FC Middlesbrough einen Dreijahresvertrag. Für sein neues Team erzielte er zehn Treffer in vierzig Spielen der EFL Championship 2021/22 und verpasste mit Boro als Tabellensiebter nur knapp den Einzug in die Aufstiegs-Play-offs.

## Erfolge
mit Huddersfield Town:
- Englischer Drittligameister: 2012 (ohne Einsatz)